# Championnats du monde d'escalade
À ne pas confondre avec la Coupe du monde d'escalade.
Les championnats du monde d'escalade sont organisés tous les deux ans par la Fédération internationale d'escalade. Cet évènement désigne les champions du monde, masculins et féminins, dans les trois disciplines de ce sport : la difficulté, le bloc et la vitesse.

## Historique et épreuves au programme
Les premiers championnats du monde d'escalade furent organisés en 1991 à Francfort, en Allemagne, par l'UIAA. Des épreuves de difficulté et de vitesse figuraient au programme. Des compétitions de vitesse existaient en URSS depuis la fin des années 1940, et des compétitions de difficulté avaient été organisées depuis 1985, d'abord en Europe, puis aussi au Japon et aux États-Unis. L'organisation des championnats du monde a été reconduite tous les deux ans.
En 1997, l'UIAA se dote d'une nouvelle structure dédiée à l'organisation des compétitions d'escalade : l'ICC (International Council for Competition Climbing). L'édition de 2001 voit l'apparition dans le programme d'une épreuve de bloc. Les premières compétitions internationales de cette discipline étaient apparues quelques années plus tôt.
En 2007, l'UIAA soutient la création d'une fédération internationale pour gouverner les compétitions d'escalade. C'est la Fédération internationale d'escalade (ou en anglais IFSC, International Federation of Sport Climbing) qui organise, depuis lors, les championnats du monde.
Après les championnats du monde de 2011, une édition intermédiaire est programmée en 2012 pour éviter d'interférer avec les épreuves d'escalade des Jeux mondiaux de 2013 (antichambre des Jeux olympiques).
Les Championnats du monde d'escalade 2012 se sont déroulés au Palais omnisports de Paris-Bercy, en France, du 12 au 16 septembre 2012, avec 512 athlètes participants et devant 16 000 spectateurs.
Pour l'édition 2014, les épreuves de Championnats du Monde de bloc ont été séparées des autres épreuves de difficulté, de vitesse et d'escalade handisport, avec une épreuve de bloc à Munich (Allemagne) et les autres épreuves à Gijón (Espagne).

## Éditions
| N°  | Année | Ville                 | Dates                         | Disciplines | Disciplines | Disciplines | Disciplines | Disciplines | Disciplines | Athlètes | Nations | Site Internet | Notes  |
| N°  | Année | Ville                 | Dates                         | Nombre      | D           | V           | B           | C           | Para        | Athlètes | Nations | Site Internet | Notes  |
| --- | ----- | --------------------- | ----------------------------- | ----------- | ----------- | ----------- | ----------- | ----------- | ----------- | -------- | ------- | ------------- | ------ |
| 1re | 1991  | Francfort-sur-le-Main | 1er–2 octobre 1991            | 2           | X           | X           | -           | -           | -           | 110      | 22      | n/a           | [ 2 ]  |
| 2e  | 1993  | Innsbruck             | 29–30 avril 1993              | 2           | X           | X           | -           | -           | -           | 127      | 23      | n/a           | [ 3 ]  |
| 3e  | 1995  | Genève                | 5–6 mai 1995                  | 2           | X           | X           | -           | -           | -           | 135      | 24      | n/a           | [ 4 ]  |
| 4e  | 1997  | Paris                 | 31 janvier – 1er février 1997 | 2           | X           | X           | -           | -           | -           | 153      | 26      | n/a           | [ 5 ]  |
| 5e  | 1999  | Birmingham            | 2–3 décembre 1999             | 2           | X           | X           | -           | -           | -           | 180      | 30      | n/a           | [ 6 ]  |
| 6e  | 2001  | Winterthour           | 5–8 septembre 2001            | 3           | X           | X           | X           | -           | -           | 198      | 25      | n/a           | [ 7 ]  |
| 7e  | 2003  | Chamonix              | 9–13 juillet 2003             | 3           | X           | X           | X           | -           | -           | 241      | 34      | n/a           | [ 8 ]  |
| 8e  | 2005  | Munich                | 1er–5 juillet 2005            | 3           | X           | X           | X           | -           | -           | 318      | 51      | n/a           | [ 9 ]  |
| 9e  | 2007  | Avilés                | 17–23 septembre 2007          | 3           | X           | X           | X           | -           | -           | 302      | 50      | n/a           | [ 10 ] |
| 10e | 2009  | Xining                | 30 juin – 5 juillet 2009      | 4           | X           | X           | X           | -           | -           | 219      | 44      | n/a           | [ 11 ] |
| 11e | 2011  | Arco                  | 15–24 juillet 2011            | 4           | X           | X           | X           | -           | X           | 374      | 56      | n/a           | [ 12 ] |
| 12e | 2012  | Paris                 | 12–16 septembre 2012          | 5           | X           | X           | X           | X           | X           | 331      | 56      | n/a           | [ 13 ] |
| 13e | 2014  | Munich                | 21–23 août 2014               | 1           | -           | -           | X           | -           | -           | 509      | 52      |               | [ 14 ] |
| 13e | 2014  | Gijón                 | 8–14 septembre 2014           | 4           | X           | X           | -           | X           | X           | 509      | 52      |               | [ 14 ] |
| 14e | 2016  | Paris                 | 14–18 septembre 2016          | 5           | X           | X           | X           | X           | X           | 533      | 53      |               | [ 15 ] |
| 15e | 2018  | Innsbruck             | 6–16 septembre 2018           | 5           | X           | X           | X           | X           | X           | 834      | 58      |               | [ 15 ] |
| 16e | 2019  | Briançon              | 16–17 juillet 2019            | 1           | -           | -           | -           | -           | X           | ?        | ?       |               |        |
| 16e | 2019  | Hachioji              | 11–21 août 2019               | 4           | X           | X           | X           | X           | -           | 253      | 39      |               | [ 15 ] |
| 17e | 2021  | Moscou                | 15–21 septembre 2021          | 5           | X           | X           | X           | X           | X           | ?        | ?       |               | [ 16 ] |
| 18e | 2023  | Bern                  | 1er–12 août 2023              | 5           | X           | X           | X           | X           | X           | ?        | ?       |               | [ 17 ] |
| 19e | 2025  | Séoul                 | 21–28 septembre 2025          | 5           | X           | X           | X           | X           | X           |          |         |               | [ 18 ] |
| 20e | 2027  | Brno                  | 2027                          |             |             |             |             |             |             |          |         |               | [ 19 ] |

## Résultats

### Hommes

#### Difficulté
| Année | Or                           | Argent                   | Bronze                                    |
| ----- | ---------------------------- | ------------------------ | ----------------------------------------- |
| 1991  | François Legrand             | Yuji Hirayama            | Guido Köstermeyer                         |
| 1993  | François Legrand (2)         | Stefan Glowacz           | Yuji Hirayama                             |
| 1995  | François Legrand (3)         | Arnaud Petit             | Elie Chevieux                             |
| 1997  | François Petit               | Chris Sharma             | François Legrand                          |
| 1999  | Bernardino Lagni             | Yuji Hirayama            | Maksym Petrenko                           |
| 2001  | Gérôme Pouvreau              | Tomáš Mrázek             | François Petit                            |
| 2003  | Tomáš Mrázek                 | Patxi Usobiaga Lakunza   | David Caude                               |
| 2005  | Tomáš Mrázek (2)             | Patxi Usobiaga Lakunza   | Alexandre Chabot                          |
| 2007  | Ramón Julián Puigblanque     | Patxi Usobiaga Lakunza   | Cédric Lachat Tomáš Mrázek Jorg Verhoeven |
| 2009  | Patxi Usobiaga Lakunza       | Adam Ondra               | David Lama                                |
| 2011  | Ramón Julián Puigblanque (2) | Jakob Schubert           | Adam Ondra                                |
| 2012  | Jakob Schubert               | Sean McColl              | Adam Ondra                                |
| 2014  | Adam Ondra                   | Ramón Julián Puigblanque | Sachi Amma                                |
| 2016  | Adam Ondra (2)               | Jakob Schubert           | Gautier Supper                            |
| 2018  | Jakob Schubert (2)           | Adam Ondra               | Alexander Megos                           |
| 2019  | Adam Ondra (3)               | Alexander Megos          | Jakob Schubert                            |
| 2021  | Jakob Schubert (3)           | Luka Potočar             | Hamish McArthur                           |
| 2023  | Jakob Schubert (4)           | Sorato Anraku            | Alexander Megos                           |

#### Vitesse
| Année       | Or                        | Argent                    | Bronze                    |
| ----------- | ------------------------- | ------------------------- | ------------------------- |
| 1991        | Hans Florine              | Jacky Godoffe             | Kairat Rakhmetov          |
| 1993        | Vladimir Netsvetaïev      | Serik Kazbekov            | Yevgen Kryvosheytsev      |
| 1995        | Andrey Vedenmeer          | Milan Benian              | Vladimir Netsvetaïev      |
| 1997        | Daniel Andrada            | Yevgen Kryvosheytsev      | Dmitri Bychkov            |
| 1999        | Vladimir Zakharov         | Vladimir Netsvetaïev      | Alexei Gadeev             |
| 2001        | Maksym Styenkovyy         | Vladimir Zakharov         | Tomasz Oleksy             |
| 2003        | Maksym Styenkovyy (2)     | Tomasz Oleksy             | Alexandr Pechekhonov      |
| 2005        | Ievgueni Vaïtsekhovski    | Maksym Styenkovyy         | Sergueï Sinitsyne         |
| 2007        | Qixin Zhong               | Manuel Escobar            | Sergueï Sinitsyne         |
| 2009 (10 m) | Qixin Zhong (2)           | Alexandr Nigmatulin       | Ivan Novikov              |
| 2009 (15 m) | Qixin Zhong (3)           | Sergueï Abdrakhmanov      | Ning Zhang                |
| 2011        | Qixin Zhong (4)           | Stanislav Kokorin         | Danyil Boldyrev           |
| 2012        | Qixin Zhong (5)           | Libor Hroza               | Dmitrii Timofeev          |
| 2014        | Danyil Boldyrev           | Stanislav Kokorine        | Reza Alipourshenazandifar |
| 2016        | Marcin Dzieński           | Reza Alipourshenazandifar | Aleksandr Shikov          |
| 2018        | Reza Alipourshenazandifar | Bassa Mawem               | Stanislav Kokorine        |
| 2019        | Ludovico Fossali          | Jan Kříž                  | Stanislav Kokorine        |
| 2021        | Danyil Boldyrev (2)       | Erik Noya Cardona         | Noah Bratschi             |
| 2023        | Matteo Zurloni            | Long Jinbao               | Rahmad Adi Mulyono        |

#### Bloc
| Année | Or                        | Argent            | Bronze           |
| ----- | ------------------------- | ----------------- | ---------------- |
| 2001  | Mauro Calibani            | Frédéric Tuscan   | Christian Core   |
| 2003  | Christian Core            | Jérôme Meyer      | Tomasz Oleksy    |
| 2005  | Salavat Rakhmetov         | Kilian Fischhuber | Gérôme Pouvreau  |
| 2007  | Dmitri Charafoutdinov     | Martin Stranik    | Cédric Lachat    |
| 2009  | Alekseï Roubtsov          | Roustam Gelmanov  | David Barrans    |
| 2011  | Dmitri Charafoutdinov (2) | Adam Ondra        | Roustam Gelmanov |
| 2012  | Dmitri Charafoutdinov (3) | Kilian Fischhuber | Roustam Gelmanov |
| 2014  | Adam Ondra                | Jernej Kruder     | Jan Hojer        |
| 2016  | Tomoa Narasaki            | Adam Ondra        | Manuel Cornu     |
| 2018  | Kai Harada                | Jongwon Chon      | Gregor Vezonik   |
| 2019  | Tomoa Narasaki (2)        | Jakob Schubert    | Yannick Flohé    |
| 2021  | Kokoro Fujii              | Tomoa Narasaki    | Manuel Cornu     |
| 2023  | Mickael Mawem             | Mejdi Schalck     | Dohyun Lee       |

#### Combiné
| Année | Or                 | Argent         | Bronze            |
| ----- | ------------------ | -------------- | ----------------- |
| 2012  | Sean McColl        | Thomas Tauporn | Cédric Lachat     |
| 2014  | Sean McColl (2)    | Jan Hojer      | Alban Levier      |
| 2016  | Sean McColl (3)    | Manuel Cornu   | David Firnenburg  |
| 2018  | Jakob Schubert     | Adam Ondra     | Jan Hojer         |
| 2019  | Tomoa Narasaki     | Jakob Schubert | Rishat Khaibullin |
| 2021  | Yannick Flohé      | Philipp Martin | Fedir Samoilov    |
| 2023  | Jakob Schubert (2) | Colin Duffy    | Tomoa Narasaki    |

### Femmes

#### Difficulté
| Année | Or                 | Argent             | Bronze              |
| ----- | ------------------ | ------------------ | ------------------- |
| 1991  | Susi Good          | Isabelle Patissier | Robyn Erbesfield    |
| 1993  | Susi Good (2)      | Robyn Erbesfield   | Isabelle Patissier  |
| 1995  | Robyn Erbesfield   | Laurence Guyon     | Liv Sansoz          |
| 1997  | Liv Sansoz         | Muriel Sarkany     | Marietta Uhden      |
| 1999  | Liv Sansoz (2)     | Muriel Sarkany     | Elena Ovtchinnikova |
| 2001  | Martina Čufar      | Muriel Sarkany     | Chloé Minoret       |
| 2003  | Muriel Sarkany     | Emilie Pouget      | Sandrine Levet      |
| 2005  | Angela Eiter       | Emily Harrington   | Akiyo Noguchi       |
| 2007  | Angela Eiter (2)   | Muriel Sarkany     | Maja Vidmar         |
| 2009  | Johanna Ernst      | Jain Kim           | Maja Vidmar         |
| 2011  | Angela Eiter (3)   | Jain Kim           | Magdalena Röck      |
| 2012  | Angela Eiter (4)   | Jain Kim           | Johanna Ernst       |
| 2014  | Jain Kim           | Mina Markovič      | Magdalena Röck      |
| 2016  | Janja Garnbret     | Anak Verhoeven     | Mina Markovič       |
| 2018  | Jessica Pilz       | Janja Garnbret     | Jain Kim            |
| 2019  | Janja Garnbret (2) | Mia Krampl         | Ai Mori             |
| 2021  | Seo Chae-hyun      | Natalia Grossman   | Laura Rogora        |
| 2023  | Ai Mori            | Janja Garnbret     | Seo Chae-hyun       |

#### Vitesse
| Année       | Or                          | Argent             | Bronze               |
| ----------- | --------------------------- | ------------------ | -------------------- |
| 1991        | Isabelle Dorsimond          | Agnès Brard        | Venera Chereshneva   |
| 1993        | Olga Bibik                  | Isabelle Dorsimond | Renata Piszczek      |
| 1995        | Natalie Richer              | Cécile Avezou      | Renata Piszczek      |
| 1997        | Tatiana Ruyga               | Irina Zaytseva     | Olga Bibik           |
| 1999        | Olga Zakharova              | Olena Ryepko       | Natalia Novikova     |
| 2001        | Olena Ryepko                | Mayya Piratinskaya | Svetlana Sutkina     |
| 2003        | Olena Ryepko (2)            | Tatiana Ruyga      | Valentina Yurina     |
| 2005        | Olena Ryepko (3)            | Valentina Yurina   | Edyta Ropek          |
| 2007        | Tatiana Ruyga (2)           | Edyta Ropek        | Valentina Yurina     |
| 2009 (10 m) | Cuilian He                  | Cuifang He         | Chunhua Li           |
| 2009 (15 m) | Cuilian He (2)              | Cuifang He         | Chunhua Li           |
| 2011        | Mariia Krasavina            | Anna Tsyganova     | Tamara Kuznetsova    |
| 2012        | Yuliya Levochkina           | Iuliia Kaplina     | Natalia Titova       |
| 2014        | Alina Gaidamakina           | Klaudia Buczek     | Aleksandra Rudzinska |
| 2016        | Anna Tsyganova              | Anouck Jaubert     | Iuliia Kaplina       |
| 2018        | Aleksandra Rudzinska        | Anna Brożek        | Mariia Krasavina     |
| 2019        | Aleksandra Mirosław (2)     | Di Niu             | Anouck Jaubert       |
| 2021        | Natalia Kałucka             | Iuliia Kaplina     | Aleksandra Mirosław  |
| 2023        | Desak Made Rita Kusuma Dewi | Emma Hunt          | Aleksandra Mirosław  |

#### Bloc
| Année | Or                 | Argent             | Bronze                   |
| ----- | ------------------ | ------------------ | ------------------------ |
| 2001  | Myriam Motteau     | Sandrine Levet     | Nataliya Perlova         |
| 2003  | Sandrine Levet     | Nataliya Perlova   | Fanny Rogeaux            |
| 2005  | Olga Shalagina     | Ioulia Abramtchouk | Věra Kotasová-Kostruhová |
| 2007  | Anna Stöhr         | Akiyo Noguchi      | Olga Bibik               |
| 2009  | Ioulia Abramtchouk | Olga Shalagina     | Anna Stöhr               |
| 2011  | Anna Stöhr (2)     | Sasha DiGiulian    | Juliane Wurm             |
| 2012  | Mélanie Sandoz     | Olga Iakovleva     | Anna Stöhr               |
| 2014  | Juliane Wurm       | Alex Puccio        | Akiyo Noguchi            |
| 2016  | Petra Klingler     | Miho Nonaka        | Akiyo Noguchi            |
| 2018  | Janja Garnbret     | Akiyo Noguchi      | Staša Gejo               |
| 2019  | Janja Garnbret (2) | Akiyo Noguchi      | Shauna Coxsey            |
| 2021  | Natalia Grossman   | Camilla Moroni     | Staša Gejo               |
| 2023  | Janja Garnbret (3) | Oriane Bertone     | Brooke Raboutou          |

#### Combiné
| Année | Or                 | Argent           | Bronze          |
| ----- | ------------------ | ---------------- | --------------- |
| 2012  | Jain Kim           | Cécile Avezou    | Petra Klingler  |
| 2014  | Charlotte Durif    | Petra Klingler   | Mina Markovič   |
| 2016  | Elena Krasovskaia  | Claire Buhrfeind | Charlotte Durif |
| 2018  | Janja Garnbret     | Sol Sa           | Jessica Pilz    |
| 2019  | Janja Garnbret (2) | Akiyo Noguchi    | Shauna Coxsey   |
| 2021  | Jessica Pilz       | Mia Krampl       | Elnaz Rekabi    |
| 2023  | Janja Garnbret (3) | Jessica Pilz     | Ai Mori         |

## Tableau des médailles
Mis à jour après l'édition 2023.

### Toutes épreuves confondues
| Rang  | Nation       | Or  | Argent | Bronze | Total |
| ----- | ------------ | --- | ------ | ------ | ----- |
| 1     | Russie       | 16  | 14     | 23     | 53    |
| 2     | France       | 14  | 17     | 17     | 48    |
| 3     | Autriche     | 14  | 6      | 8      | 28    |
| 4     | Ukraine      | 11  | 7      | 5      | 23    |
| 5     | Slovénie     | 8   | 7      | 5      | 20    |
| 6     | Tchéquie     | 6   | 10     | 4      | 20    |
| 7     | Japon        | 6   | 9      | 6      | 21    |
| 8     | Italie       | 6   | 1      | 2      | 9     |
| 9     | Pologne      | 5   | 4      | 9      | 18    |
| 10    | Chine        | 5   | 4      | 1      | 10    |
| 11    | Espagne      | 4   | 5      | 0      | 9     |
| 12    | États-Unis   | 3   | 8      | 4      | 15    |
| 13    | Corée du Sud | 3   | 5      | 4      | 12    |
| 14    | Suisse       | 3   | 1      | 5      | 9     |
| 15    | Canada       | 3   | 1      | 0      | 4     |
| 16    | Belgique     | 2   | 6      | 0      | 8     |
| 17    | Allemagne    | 2   | 5      | 9      | 16    |
| 18    | Iran         | 1   | 1      | 2      | 4     |
| 19    | Indonésie    | 1   | 0      | 1      | 2     |
| 20    | Kazakhstan   | 0   | 1      | 3      | 4     |
| 21    | Venezuela    | 0   | 1      | 0      | 1     |
| 22    | Royaume-Uni  | 0   | 0      | 4      | 4     |
| 23    | Serbie       | 0   | 0      | 2      | 2     |
| 24    | Pays-Bas     | 0   | 0      | 1      | 1     |
| Total | Total        | 113 | 113    | 115    | 341   |

| Rang | Nation       | Or | Argent | Bronze | Total |
| ---- | ------------ | -- | ------ | ------ | ----- |
| 1    | Autriche     | 10 | 2      | 5      | 17    |
| 2    | France       | 7  | 4      | 9      | 20    |
| 3    | Tchéquie     | 5  | 3      | 3      | 11    |
| 4    | Slovénie     | 3  | 5      | 3      | 11    |
| 5    | Espagne      | 3  | 4      | 0      | 7     |
| 6    | Corée du Sud | 2  | 3      | 2      | 7     |
| 7    | Suisse       | 2  | 0      | 2      | 4     |
| 8    | Belgique     | 1  | 5      | 0      | 6     |
| 9    | États-Unis   | 1  | 4      | 2      | 7     |
| 10   | Japon        | 1  | 3      | 4      | 8     |
| 11   | Italie       | 1  | 0      | 1      | 2     |
| 12   | Allemagne    | 0  | 2      | 4      | 6     |
| 13   | Canada       | 0  | 1      | 0      | 1     |
| 14   | Pays-Bas     | 0  | 0      | 1      | 1     |
| 14   | Royaume-Uni  | 0  | 0      | 1      | 1     |
| 14   | Ukraine      | 0  | 0      | 1      | 1     |

| Rang | Nation              | Or | Argent | Bronze | Total |
| ---- | ------------------- | -- | ------ | ------ | ----- |
| 1    | Ukraine             | 10 | 5      | 2      | 17    |
| 2    | Russie              | 9  | 9      | 20     | 38    |
| 3    | Chine               | 5  | 4      | 3      | 12    |
| 4    | Pologne             | 4  | 4      | 7      | 15    |
| 5    | Italie              | 2  | 0      | 0      | 2     |
| 6    | France              | 1  | 5      | 1      | 7     |
| 7    | États-Unis          | 1  | 1      | 1      | 3     |
| 7    | Iran                | 1  | 1      | 1      | 3     |
| 9    | Belgique            | 1  | 1      | 0      | 2     |
| 9    | Espagne             | 1  | 1      | 0      | 2     |
| 11   | Indonésie           | 1  | 0      | 1      | 2     |
| 12   | Tchéquie            | 0  | 3      | 0      | 3     |
| 13   | Kazakhstan          | 0  | 1      | 2      | 3     |
| 14   | F. Russe d'Escalade | 0  | 1      | 0      | 1     |
| 14   | Venezuela           | 0  | 1      | 0      | 1     |

| Rang | Nation       | Or | Argent | Bronze | Total |
| ---- | ------------ | -- | ------ | ------ | ----- |
| 1    | Russie       | 6  | 3      | 3      | 12    |
| 2    | France       | 4  | 5      | 4      | 13    |
| 3    | Japon        | 4  | 5      | 2      | 11    |
| 4    | Slovénie     | 3  | 1      | 1      | 5     |
| 5    | Autriche     | 2  | 3      | 2      | 7     |
| 6    | Italie       | 2  | 1      | 1      | 4     |
| 7    | Tchéquie     | 1  | 3      | 1      | 5     |
| 8    | États-Unis   | 1  | 2      | 1      | 4     |
| 8    | Ukraine      | 1  | 2      | 1      | 4     |
| 10   | Allemagne    | 1  | 0      | 3      | 4     |
| 11   | Suisse       | 1  | 0      | 1      | 2     |
| 12   | Corée du Sud | 0  | 1      | 1      | 2     |
| 13   | Royaume-Uni  | 0  | 0      | 2      | 2     |
| 13   | Serbie       | 0  | 0      | 2      | 2     |
| 15   | Pologne      | 0  | 0      | 1      | 1     |

| Rang | Nation       | Or | Argent | Bronze | Total |
| ---- | ------------ | -- | ------ | ------ | ----- |
| 1    | Autriche     | 3  | 2      | 1      | 6     |
| 2    | Slovénie     | 3  | 1      | 1      | 5     |
| 3    | Canada       | 3  | 0      | 0      | 3     |
| 4    | Allemagne    | 1  | 3      | 2      | 6     |
| 5    | France       | 1  | 2      | 2      | 5     |
| 6    | Japon        | 1  | 1      | 2      | 4     |
| 7    | Corée du Sud | 1  | 1      | 0      | 2     |
| 8    | Russie       | 1  | 0      | 0      | 1     |
| 9    | États-Unis   | 0  | 2      | 0      | 2     |
| 10   | Suisse       | 0  | 1      | 2      | 3     |
| 11   | Tchéquie     | 0  | 1      | 0      | 1     |
| 12   | Iran         | 0  | 0      | 1      | 1     |
| 12   | Kazakhstan   | 0  | 0      | 1      | 1     |
| 12   | Royaume-Uni  | 0  | 0      | 1      | 1     |
| 12   | Ukraine      | 0  | 0      | 1      | 1     |

## Principaux champions du monde d'escalade
Tableaux mis à jour après l'édition 2023.

### Principaux champions du monde d'escalade de difficulté
| Pays | Nom                      | Titres | Années                 |
| ---- | ------------------------ | ------ | ---------------------- |
|      | Jakob Schubert           | 4      | 2012, 2018, 2021, 2023 |
|      | François Legrand         | 3      | 1991, 1993, 1995       |
|      | Adam Ondra               | 3      | 2014, 2016, 2019       |
|      | Tomáš Mrázek             | 2      | 2003, 2005             |
|      | Ramón Julián Puigblanqué | 2      | 2007, 2011             |

| Pays | Nom            | Titres | Années                 |
| ---- | -------------- | ------ | ---------------------- |
|      | Angela Eiter   | 4      | 2005, 2007, 2011, 2012 |
|      | Susi Good      | 2      | 1991, 1993             |
|      | Liv Sansoz     | 2      | 1997, 1999             |
|      | Janja Garnbret | 2      | 2016, 2019             |

### Principaux champions du monde d'escalade de vitesse
| Pays | Nom               | Titres | Années                      |
| ---- | ----------------- | ------ | --------------------------- |
|      | Qixin Zhong       | 5      | 2007, 2009 (x2), 2011, 2012 |
|      | Maksym Styenkovyy | 2      | 2001, 2003                  |
|      | Danyil Boldyrev   | 2      | 2014, 2021                  |

| Pays | Nom                 | Titres | Années           |
| ---- | ------------------- | ------ | ---------------- |
|      | Olena Ryepko        | 3      | 2001, 2003, 2005 |
|      | Tatiana Ruyga       | 2      | 1997, 2007       |
|      | Cuilian He          | 2      | 2009 (x2)        |
|      | Aleksandra Mirosław | 2      | 2018, 2019       |

Note n° 1 : Le Chinois Qixin Zhong est devenu champion du monde en 2009 sur 2 épreuves (10 m et 15 m).

Note n° 2 : La Chinoise Cuilian He est devenue championne du monde en 2009 sur 2 épreuves (10 m et 15 m).

### Principaux champions du monde d'escalade de bloc
| Pays | Nom                   | Titres | Années           |
| ---- | --------------------- | ------ | ---------------- |
|      | Dmitri Charafoutdinov | 3      | 2007, 2011, 2012 |
|      | Tomoa Narasaki        | 2      | 2016, 2019       |

| Pays | Nom            | Titres | Années           |
| ---- | -------------- | ------ | ---------------- |
|      | Janja Garnbret | 3      | 2018, 2019, 2023 |
|      | Anna Stöhr     | 2      | 2007, 2011       |